# Anneke Beerten
Anneke Beerten (Mariënvelde, 7 de julio de 1982) es una deportista neerlandesa que compitió en ciclismo de montaña en la disciplina de campo a través.
Ganó seis medallas en el Campeonato Mundial de Ciclismo de Montaña entre los años 2006 y 2019, y una medalla de bronce en el Campeonato Europeo de Ciclismo de Montaña de 2010.

## Medallero internacional
| Campeonato Mundial | Campeonato Mundial           | Campeonato Mundial | Campeonato Mundial     |
| Año                | Lugar                        | Medalla            | Competición            |
| ------------------ | ---------------------------- | ------------------ | ---------------------- |
| 2006               | Rotorua (Nueva Zelanda)      | Medalla de plata   | Campo a través para 4  |
| 2007               | Fort William (Reino Unido)   | Medalla de plata   | Campo a través para 4  |
| 2011               | Champéry (Suiza)             | Medalla de oro     | Campo a través para 4  |
| 2012               | Leogang/Saalfelden (Austria) | Medalla de oro     | Campo a través para 4  |
| 2016               | Val di Sole (Italia)         | Medalla de bronce  | Campo a través para 4  |
| 2019               | Mont-Sainte-Anne (Canadá)    | Medalla de bronce  | Campo a través (b. e.) |
| Campeonato Europeo |                              |                    |                        |
| Año                | Lugar                        | Medalla            | Competición            |
| 2010               | Willingen (Alemania)         | Medalla de bronce  | Campo a través para 4  |